# マナサス (バンド)
マナサス（Manassas）は、スティーヴン・スティルスが1971年に結成したアメリカのロック・スーパーグループ。主にスティルスの楽曲のために使われたこのバンドは、1973年10月に解散するまでに2枚のスタジオ・アルバムをリリースした。1972年にセルフ・タイトルのデビュー・アルバムを、1973年に『Down the Road』というタイトルのセカンド・アルバムをリリース。

## 結成とファースト・アルバム

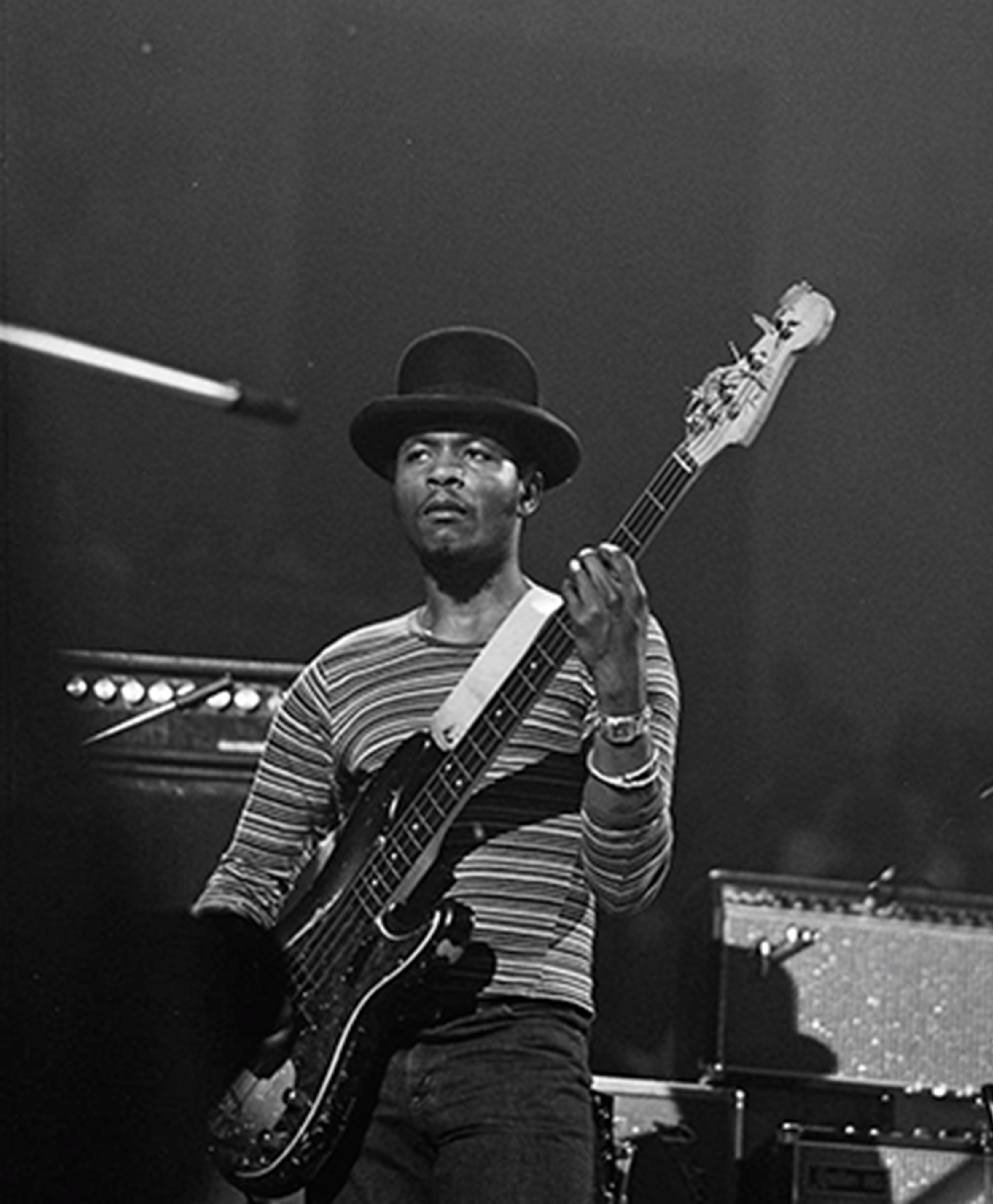
カルヴィン・"ファジィ"・サミュエルズ (1972)

マナサスは1971年秋、アルバム『スティーヴン・スティルス2』（1971年）を引っ提げたスティルスのコンサート・ツアー後に結成された。『スティーヴン・スティルス2』はスティルスにとって2枚目のソロアルバムであり、1970年のクロスビー、スティルス、ナッシュ＆ヤング（CSNY）解散後に初めて完成させたアルバムであったが、批評家からの評価は高くなかった。スティルスはクリーブランドでのツアー中に同地でやはりツアー中だったフライング・ブリトー・ブラザーズのシンガー／マルチ・インストゥルメンタリストのクリス・ヒルマンと偶然出会った。ブリトーズは1971年後半には何度もメンバーチェンジを繰り返し、財政難に陥っていた。スティルスは自分の芸術的方向性を変えるチャンスだと思った。その後、スティルスはヒルマンに連絡し、ブリトーズのギタリスト、アル・パーキンスとバイオリン奏者のバイロン・バーラインとともに、マイアミのクライテリア・スタジオでジャムをしないかと誘った。さらにスティルスは、ツアー・バンドのメンバー（ドラマーのダラス・テイラー、ベーシストのカルヴィン・"ファジー"・サミュエルズ、キーボーディストのポール・ハリス、ヴォーカリスト兼パーカッショニストのジョー・ララ）もセッションに招いた。
ミュージシャンたちはスタジオですぐに意気投合し、数週間のうちにクライテリアで2枚組LPアルバムのリリースに十分な音源を録音した。バンドは、ブルース、フォーク、カントリー、ラテン、ロックなど幅広いレパートリーを持つことができた。ザ・ローリング・ストーンズのベーシスト、ビル・ワイマンは、ヒルマンとスティルズの友人で、セッション中にクライテリアを訪れ、バンドの初期のファンだった。ワイマンは、スティルスが1968年の未レコーディング曲「Bumblebee」をブルース／ファンク・チューン「The Love Gangster」として書き直すのを手伝い、セッションに貢献した。バンド名は、南北戦争の歴史に興味を持っていたスティルスが、第一次ブル・ランの戦い（1861年）と第二次ブル・ランの戦い（1862年）の舞台となったヴァージニア州マナサスでの写真撮影を企画したことから、マナサスと命名された。
バンドのファースト・アルバム『マナサス』は、ヴァージニアでの撮影時のジャケット写真を使用した2枚組LPで、1972年4月にリリースされた。アルバムは好評を博し、すぐに全米4位を記録、RIAAゴールド認定を受けた。1972年の大半、マナサスはこのアルバムを引っ提げた国際ツアーに乗り出し、ヨーロッパ、オーストラリア、そしてアメリカのアリーナで演奏した。コンサートのオープニングはアルバムの第1面をフルで演奏し、最後は「The Treasure」、そしてアコースティックな「Find the Cost of Freedom」で締めくくった。このツアー中、彼らはテレビ番組に出演した： アメリカのABC-TVの『In Concert』、イギリスのBBCの『In Concert』、西ドイツの『Beat-Club』である。

## セカンド・アルバム、活動休止、再結成と解散

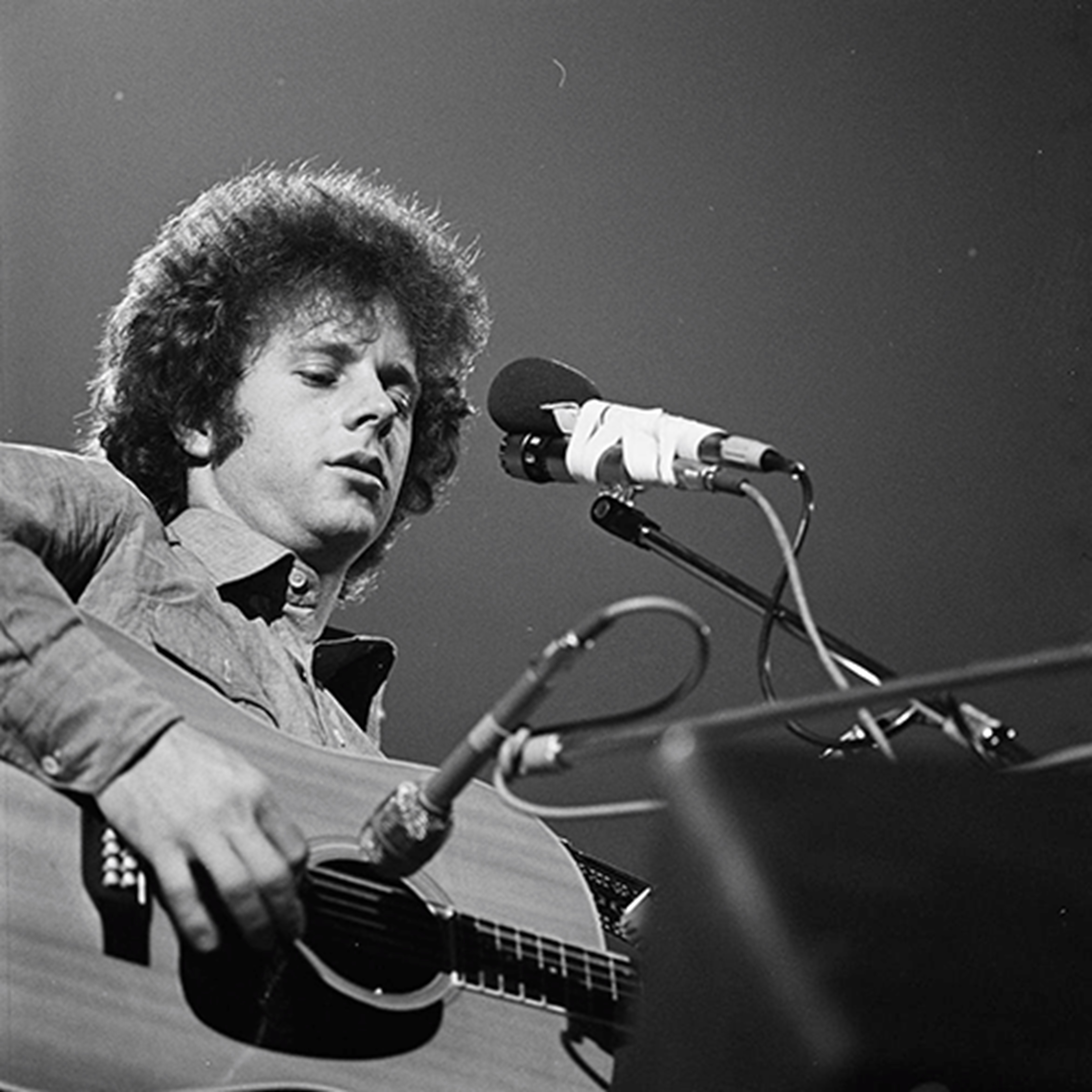
クリス・ヒルマン（1972年）

マナサスの1972年ヨーロッパ・ツアーからアメリカに戻ると、クリス・ヒルマンがバンドから数週間離れ、ブリトス以前のバンド、ザ・バーズと再結成アルバムをレコーディングした。この作品には、スティルスの元CSNYのバンドメイト、デヴィッド・クロスビーも参加している。マナサスはその後再結成し、セカンド・アルバム『ダウン・ザ・ロード』をすぐに完成させた。このアルバムの最初のセッションはクライテリア・スタジオで行われたが、クライテリアのスタッフ・エンジニアであるロンとハワード・アルバートがセッションの質が低いことを懸念したため、バンドは途中でコロラド州のカリブー・ランチとロサンゼルスのレコード・プラントにセッションを移した。ダウン・ザ・ロード』は1973年1月に完成した。このアルバムは同年春にリリースされたが、評判もセールスも中途半端で、最終的に全米26位となり、RIAAゴールド・アルバムには届かなかった。スティルスが1968年以降に参加したアルバムで、後者の認証を得られなかったのはこれが初めてである。
ダウン・ザ・ロード』を完成させた後、マナッサスは数ヶ月間活動を休止した。その間にスティーヴン・スティルスは、マナサスの1972年のヨーロッパ・ツアー中にパリで知り合ったヴェロニク・サンソンと結婚した。ヒルマンとクロスビーによるバーズの再結成アルバムが1973年3月にリリースされるため、バンドはそれをサポートするバーズ・ツアーの開催を検討した。これが実現しなかったとき、代わりにマナサスを事実上破滅させる2つの出来事が起こった。まず、ヒルマンがマネージメントの提案を受け入れ、元バッファロー・スプリングフィールドとポコのシンガー／ギタリスト、リッチー・フューレイとイーグルスのソングライター／コラボレーター、JDサウザーが参加するプロジェクトに参加することになった。その後間もなく、クロスビーと元CSNYの仲間グラハム・ナッシュは、ヤングの『Harvest』（1972年）を引っさげてニール・ヤングとザ・ストレイ・ゲイターズのツアーに参加した。このツアーが1973年半ばに終わると、クロスビー、ナッシュ、ヤングの3人は、マネージメントに後押しされ、CSNY再結成による経済的利益を期待して、マウイ島で再結集し、ニュー・アルバムの制作の可能性について話し合った。3人はスティルスに連絡を取り、彼はCSNYの最初の解散につながった意見の相違はさておき、スティルスは、サンソンとの新婚旅行を切り上げて新しいプロジェクトに参加した。 CSNYはマウイ島とロサンゼルスの両方で数週間、このプロジェクト『Human Highway』の制作に取り組んだが、バンド内のさまざまな意見の相違により、これらのセッションは最終的に頓挫した。
ヒルマンがフューレイやサウザーと仕事をすることになったことに加え、ダラス・テイラーがヘロイン中毒になり、カルヴィン・サミュエルズが個人的な理由でバンドを脱退したのだ。 スティルスはこれらの問題に対処するため、テイラーのバックアップとしてジェファーソン・エアプレインのドラマー、ジョン・バーバタ（CSNYの1970年のツアーでテイラーに代わり、ヤングの1973年のツアーではケニー・バトレイに代わって参加したことがある）を、サミュエルズの後任としてジョー・ウォルシュのバンド、バーンストームのベーシスト、ケニー・パサレリを確保した。 サミュエルズは1973年のツアー最終公演でバンドに復帰する。 10月のツアー終了後、マナサスの解散が公に発表された
マナサスの最後のライヴのひとつ、1973年10月初旬にサンフランシスコのウィンターランド・ボールルームで行われたライヴは、デヴィッド・クロスビーとグラハム・ナッシュ、そしてショーの後半にはニール・ヤングがステージに加わったことで注目された。後にこの出来事について尋ねられたとき、クリス・ヒルマンが「CSNY再結成の匂いがする」とコメントしている。実際、CSNYは1974年初頭にワールド・ツアーのために再結成する。 このツアーの後、スティーヴン・スティルスは1974年にケニー・パッサレリとジョー・ララと新しいバンドを結成するが、これは短命に終わり、パッサレリはすぐにエルトン・ジョン・バンドに参加するために脱退し、ララもその後脱退する。 クリス・ヒルマンが率いるサウザー＝ヒルマン＝フューレイ・バンドは、マナサスのメンバーであるアル・パーキンスとポール・ハリス（そして最終的には1974年のCSNY再結成ツアーにも参加したジョー・ララ）も参加し、1974年初頭にファースト・アルバムをリリースした。

## その後
クライテリア・スタジオのエンジニア、ハワード・アルバートは「マナサスは70年代で最も偉大で、最も過小評価されたバンドのひとつだった。 あの2枚組のアルバムは、エリック・クラプトンの『いとしのレイラ』（私と（ロン・アルバート）二人とも携わった）とともに、私たちが携わった中で最も重要で最高のアルバムになった」と語っている。バンドのステージでの腕前について、スティーヴン・スティルスは「マナサスはとても素晴らしいバンドだった。 本当に構成がしっかりしていて、（スティルスが以前在籍していた）バッファロー・スプリングフィールドの最高傑作を彷彿とさせた。 マナサスは何でも演奏できた」と語る。ー

## メンバー

### オリジナル・バンド・メンバー
- スティーヴン・スティルス（ヴォーカル、キーボード＆ギター）
- クリス・ヒルマン（ヴォーカル、マンドリン＆ギター
- アル・パーキンス,（スティール・ギター&ギター）
- カルヴィン・"ファジー"・サミュエルズ（ベース、バッキング・ヴォーカル）
- ポール・ハリス（キーボード）
- ダラス・テイラー（ドラム）
- ジョー・ララ（パーカッション、バッキング・ヴォーカル）

### ツアー・メンバー (1973年のみ)
- ケニー・パサレッリ（ベース）
- ジョン・バルバタ（ドラムス）（1回のみ）

### セッション参加者
Per:
- ビル・ワイマン（ベース）（マナサスで参加）
- バイロン・バーライン（フィドル）（on Manassas）
- ジョー・ウォルシュ（スライド・ギター）（『ダウン・ザ・ロード』収録）
- ボビー・ウィットロック、キーボード＆バッキング・ヴォーカル（『ダウン・ザ・ロード』収録）
- P・P・アーノルド、バッキング・ヴォーカル（『ダウン・ザ・ロード』収録）
- シドニー・ジョージ（ハーモニカ（『マナサス』収録）、フルート（『ダウン・ザ・ロード』収録））
- ジェリー・アイエロ（キーボード）（マナサスとダウン・ザ・ロードに参加
- チャーリー・グライムス（ギター）（『ダウン・ザ・ロード』収録）

## ディスコグラフィー

### スタジオ・アルバム
| Title         | Album details                                        | Peak chart positions | Peak chart positions | Peak chart positions | Peak chart positions | Peak chart positions | Peak chart positions | Peak chart positions | Peak chart positions | Peak chart positions | Peak chart positions | Peak chart positions | Sales (as of 1974)          | Certifications |
| Title         | Album details                                        | US                   | Cash Box             | GER                  | NED                  | AUS                  | IT                   | SPA                  | SW                   | NOR                  | UK                   | CAN                  | Sales (as of 1974)          | Certifications |
| ------------- | ---------------------------------------------------- | -------------------- | -------------------- | -------------------- | -------------------- | -------------------- | -------------------- | -------------------- | -------------------- | -------------------- | -------------------- | -------------------- | --------------------------- | -------------- |
| Manassas      | - Released: April 12, 1972 - Label: Atlantic Records | 4                    | 6                    | 32                   | 1                    | 17                   | 23                   | —                    | 8                    | 6                    | 30                   | 9                    | - US: 800,000 - FR: 100,000 | - RIAA: Gold   |
| Down the Road | - Released: April 23, 1973 - Label: Atlantic Records | 26                   | 25                   | —                    | —                    | —                    | —                    | 19                   | 18                   | —                    | 33                   | 31                   | - US: 300,000               |                |

### コンピレーション・アルバム
| Title  | Album details                                        | Peak chart positions | Peak chart positions | Peak chart positions | Peak chart positions | Peak chart positions | Peak chart positions | Peak chart positions | Peak chart positions | Notes                                                    |
| Title  | Album details                                        | US                   | GER                  | NED                  | AUS                  | IT                   | NOR                  | UK                   | CAN                  | Notes                                                    |
| ------ | ---------------------------------------------------- | -------------------- | -------------------- | -------------------- | -------------------- | -------------------- | -------------------- | -------------------- | -------------------- | -------------------------------------------------------- |
| Pieces | - Released: September 9, 2009 - Label: Rhino Records | —                    | —                    | —                    | —                    | —                    | —                    | —                    | —                    | Previously unreleased material from both Manassas albums |

### シングル
| Year | Title                                                                   | Peak chart positions | Peak chart positions | Peak chart positions | Peak chart positions | Peak chart positions | Peak chart positions | Peak chart positions | Peak chart positions | Album         | Label    |
| Year | Title                                                                   | US                   | Cash Box             | Record World         | US AC                | AUS                  | UK                   | NED                  | CAN                  | Album         | Label    |
| ---- | ----------------------------------------------------------------------- | -------------------- | -------------------- | -------------------- | -------------------- | -------------------- | -------------------- | -------------------- | -------------------- | ------------- | -------- |
| 1972 | "It Doesn't Matter" b/w "Rock & Roll Crazies Medley" or "Fallen Eagles" | 61                   | 49                   | 46                   | —                    | —                    | —                    | —                    | 48                   | Manassas      | Atlantic |
| 1972 | "Rock & Roll Crazies Medley" b/w "Colorado"                             | 92                   | 111                  | 86                   | —                    | —                    | —                    | —                    | —                    | Manassas      | Atlantic |
| 1973 | "Isn't It About Time" b/w "So Many Times"                               | 56                   | 62                   | 62                   | —                    | —                    | —                    | —                    | 77                   | Down The Road | Atlantic |
| 1973 | "Down The Road" b/w "Guaguancó De Veró"                                 | —                    | —                    | 129                  | —                    | —                    | —                    | —                    | —                    | Down The Road | Atlantic |